# 施正忠
施正忠（英語：Shi Zheng Zhong，1948年2月1日—），傳統武術北派螳螂拳師父，基督徒，出生於台灣台南市永康區，台灣警察學校畢業（即現今的台灣警察專科學校），自幼十來歲起開始習武，由家鄉的師父啟蒙起以至遍訪全台灣多位名師，也曾至香港學習武藝，因緣份之關係也常與傳統武術同好交流，至今為止拜訪過，再加上有傳授給予施武藝的老師共計大約有三十幾位，施在學習及整理傳統武術之技藝方面，也已投注將近五十年之久。

## 習武歷程簡介
十歲向八十歲陳開老師父學白鶴拳。之後再跟中國山東青島江訓世老師及武紹林老師學習北少林長拳。後來再與中國河北來台張世榮老師學太極拳、形意拳、八卦掌等內家拳。再與山東來台的宮文斗老師學習北派羅漢拳。再拜山東牟平縣養馬島來台的孫榮齋師父學習迷蹤拳與七星螳螂拳。再向山東青島來台的朱敬昌學習七星螳螂拳。再訪山東青島來台的欒興福師父 學習梅花螳螂拳及三迴九轉還陽氣功排打法（硬氣功的其中一種）。再與山東來台的郝更生及王衍頤老師學習七星螳螂拳。再向山東棲霞縣來台的張德奎 師父 學習秘門螳螂拳。再拜河北李鴻傑師父  （李師  乃山東萊陽李崑山名師之高徒）學習梅花螳螂拳、大槍、氣功、太極拳。再訪張詳山老師與衛笑堂老師（兩位山東來台的六合螳螂拳與八步螳螂拳名師），對兩派螳螂拳之特色作瞭解。再向住在基隆的師伯崔松山（李鴻傑老師之師兄），將所學的螳螂拳作調整。再向中國四川省來台的天山派名師王玨錱師父  學習長拳及傳統武術散打訓練。最後再赴香港拜太極螳螂拳 名師 趙竹溪  學習武藝。

## 教學及比賽資歷簡介
曾獲李登輝總統召見三次，獲得國光體育獎章共五次。擔任國家教練期間訓練選手在國際性比賽上目前為止，總共獲一金、二銀、三銅的成績。1986年中華世界盃國術錦標賽亞軍（兵器對練）。1990年亞洲運動會第十一屆北京亞運中華台北武術代表隊執行教練。1991年中華國術世界巡迴表演隊教練（曾赴美國、南非、賴索托、香港、日本）。1993年東亞運動會第一屆上海東亞運中華台北武術代表隊執行教練。1994年亞洲運動會第十二屆日本廣島亞運中華台北武術代表隊執行教練。1997年東亞運動會第二屆韓國釜山東亞運中華台北武術代表隊執行教練。1997年世界武術錦標賽第四屆羅馬世界武術錦標賽中華台北武術代表隊執行教練。1998年亞洲運動會第十三屆泰國曼谷亞運中華台北武術代表隊執行教練。2001年3月前往美國籍徒弟John所開設在佛羅里達州坦帕的武館指導教學，並且在奧藍多參加第二屆中國國術世界邀請賽。 2008年3月受邀赴巴西聖保羅教學後開始至今，每年都赴巴西教學一次，2009年7月也曾受邀赴秘魯教學。 2014年3月受邀赴阿根廷教學，2015年7月受邀赴美國西雅圖教學 。

## 外部連結
- Reportagem Peng Lai Brasil Mestre Shi Zheng Zhong-TV Taiwan 蓬萊巴西梅花螳螂拳 YouTube-台灣傳統梅花螳螂拳 武術表演 台灣宏觀電視 僑社新聞 （页面存档备份，存于）
- 武術大師展技藝 宏大傳統武術-大紀元7月8日訊 （页面存档备份，存于）
- 武術氣功大師李有甫台南喜會各派武術大師-e2 壹凸新聞 2008年7月7日 （页面存档备份，存于）
- 宣傳世華武術大賽 中國大師開砲-自由電子報 （页面存档备份，存于）
- 施正忠Facebook
- 臺灣螳螂拳藝擊藝協會（施正忠） - 首頁| Facebook